# Ханьчжун
Ханьчжу́н (спрощ.: 汉中; піньїнь: Hànzhōng) — міський округ у китайській провінції Шеньсі.

## Географія
Розташований на берегах річки Ханьшуй.

### Клімат
Місто знаходиться у зоні, котра характеризується вологим субтропічним кліматом. Найтепліший місяць — липень із середньою температурою 25 °C (77 °F). Найхолодніший місяць — січень, із середньою температурою 1.7 °С (35 °F).
| Клімат Ханьчжуна        | Клімат Ханьчжуна | Клімат Ханьчжуна | Клімат Ханьчжуна | Клімат Ханьчжуна | Клімат Ханьчжуна | Клімат Ханьчжуна | Клімат Ханьчжуна | Клімат Ханьчжуна | Клімат Ханьчжуна | Клімат Ханьчжуна | Клімат Ханьчжуна | Клімат Ханьчжуна | Клімат Ханьчжуна |
| Показник                | Січ.             | Лют.             | Бер.             | Квіт.            | Трав.            | Черв.            | Лип.             | Серп.            | Вер.             | Жовт.            | Лист.            | Груд.            | Рік              |
| Середній максимум, °C   | 6                | 9                | 14               | 20               | 25               | 28               | 30               | 29               | 24               | 19               | 12               | 8                | 18               |
| Середня температура, °C | 2                | 5                | 9                | 15               | 20               | 23               | 25               | 25               | 20               | 15               | 9                | 4                | 14               |
| Середній мінімум, °C    | −1               | 1                | 5                | 10               | 15               | 19               | 22               | 21               | 16               | 11               | 5                | 0                | 10               |
| Норма опадів, мм        | 7                | 10               | 29               | 60               | 90               | 98               | 163              | 134              | 157              | 76               | 32               | 8                | 863              |
| ----------------------- | ---------------- | ---------------- | ---------------- | ---------------- | ---------------- | ---------------- | ---------------- | ---------------- | ---------------- | ---------------- | ---------------- | ---------------- | ---------------- |
| Джерело: Weatherbase    |                  |                  |                  |                  |                  |                  |                  |                  |                  |                  |                  |                  |                  |

## Адміністративний поділ
Міський округ поділяється на 1 район і 10 повітів:
| Карта                                                                        | Карта    | Карта    | Карта            |
| ---------------------------------------------------------------------------- | -------- | -------- | ---------------- |
| ① Наньчжен Ченгу Янсянь Сісян Мянь Нінцян Люеян Чженьба Люба Фопін ① Ханьтай |          |          |                  |
| Статус                                                                       | Назва    | Оригінал | Населення (2009) |
| Район                                                                        | Ханьтай  | 汉台区   | 550 000          |
| Повіт                                                                        | Наньчжен | 南郑县   | 550 000          |
| Повіт                                                                        | Ченгу    | 城固县   | 530 000          |
| Повіт                                                                        | Янсянь   | 洋县     | 440 000          |
| Повіт                                                                        | Сісян    | 西乡县   | 410 000          |
| Повіт                                                                        | Мянь     | 勉县     | 420 000          |
| Повіт                                                                        | Нінцян   | 宁强县   | 340 000          |
| Повіт                                                                        | Люеян    | 略阳县   | 200 000          |
| Повіт                                                                        | Чженьба  | 镇巴县   | 280 000          |
| Повіт                                                                        | Люба     | 留坝县   | 40 000           |
| Повіт                                                                        | Фопін    | 佛坪县   | 30 000           |